# Martin Stockmann
Martin Stockmann (* 18. März 1970 in Berlin) ist ein deutscher Viszeralchirurg und Chefarzt der Klinik für Allgemein-, Viszeral- und Gefäßchirurgie am Evangelischen Krankenhaus Paul Gerhardt Stift der Johannesstift Diakonie in Wittenberg.

## Leben und Wirken
Stockmann schloss 1996 das Medizinstudium an der Freien Universität Berlin ab, wo er 1998 promoviert wurde. In den Jahren 1997 bis 1999 war er als wissenschaftlicher Mitarbeiter in der Abteilung für Gastroenterologie und Infektiologie des Universitätsklinikums Benjamin Franklin der FU Berlin tätig und wechselte 1999 an die Klinik für Allgemein-, Viszeral- und Transplantationschirurgie der Charité Berlin, Campus Virchow Klinikum.
Es folgten der  Abschluss seiner Ausbildung zum Facharzt für Allgemeinchirurgie (2005), Facharzt für Viszeralchirurgie (2009) und Facharzt für Gefäßchirurgie (2015). Seit 2016 ist Stockmann Chefarzt der Klinik für Allgemein-, Viszeral- und Gefäßchirurgie am Evangelischen Krankenhaus Paul Gerhardt Stift in Wittenberg.
Sein wissenschaftliches Interesse gilt im Besonderen der Entwicklung des dynamischen Leberfunktionstests „LiMAx“, welcher die maximale Funktionskapazität der Leber widerspiegelt und in der klinischen Anwendung insbesondere zur präoperativen Planung chirurgischer Eingriffe an der Leber zum Einsatz kommt. 2009 habilitierte sich Stockmann zu dem Thema „Wertigkeit eines neu entwickelten Verfahrens zur Bestimmung der Leberfunktion in der Leberchirurgie (LiMAx-Test)“.
Stockmann ist Mitautor von über 100 wissenschaftlichen Originalarbeiten, hat mehrere Buchbeiträge zum Thema „Leberfunktionsmessung“ verfasst und leitet seit 2009 die Arbeitsgruppe „Workgroup for the Liver“ an der Charité.

## Auszeichnungen
- Von-Langenbeck-Preis der Deutschen Gesellschaft für Chirurgie, 2013[4]

## Publikationen (Auswahl)
- mit Johan F. Lock, Maciej Malinowski, Stefan M. Niehues, Daniel Seehofer: The LiMAx test: a new liver function test for predicting postoperative outcome in liver surgery. In: HPB. Band 12, Nr. 2, März 2010, ISSN 1365-182X, S. 139–146, doi:10.1111/j.1477-2574.2009.00151.x.
- mit Maximilian Jara, Tim Reese, Maciej Malinowski, Erika Valle, Daniel Seehofer: Reductions in post‐hepatectomy liver failure and related mortality after implementation of the LiMAx algorithm in preoperative work‐up: a single‐centre analysis of 1170 hepatectomies of one or more segments. In: HPB. Band 17, Nr. 7, Juli 2015, ISSN 1365-182X, S. 651–658, doi:10.1111/hpb.12424.
- mit F. W. R. Vondran, R. Fahrner, H. M. Tautenhahn, J. Mittler: Randomized clinical trial comparing liver resection with and without perioperative assessment of liver function. In: BJS Open. Band 2, Nr. 5, 14. Juni 2018, ISSN 2474-9842, S. 301–309, doi:10.1002/bjs5.81.
- mit Maximilian Jara, Tomasz Dziodzio, Maciej Malinowski, Katja Lüttgert, Radoslav Nikolov: Prospective Assessment of Liver Function by an Enzymatic Liver Function Test to Estimate Short-Term Survival in Patients with Liver Cirrhosis. In: Digestive Diseases and Sciences. Band 64, Nr. 2, 7. November 2018, ISSN 0163-2116, S. 576–584, doi:10.1007/s10620-018-5360-5.
- mit Niklas Heucke, Tilo Wuensch, Julia Mohr, Magnus Kaffarnik, Ruza Arsenic: Non‐invasive structure–function assessment of the liver by 2D time‐harmonic elastography and the dynamic Liver MAximum capacity (LiMAx) test. In: Journal of Gastroenterology and Hepatology. Band 34, Nr. 9, 10. März 2019, ISSN 0815-9319, S. 1611–1619, doi:10.1111/jgh.14629.
- mit Elisabeth Blüthner, Jan Bednarsch, Ulrich-Frank Pape, Mirjam Karber, Sebastian Maasberg: Advanced liver function assessment in patients with intestinal failure on long-term parenteral nutrition. In: Clinical Nutrition. März 2019, ISSN 0261-5614, doi:10.1016/j.clnu.2019.02.039.